# La furia del hombre lobo
Pour plus de détails, voir Fiche technique et Distribution.
La furia del hombre lobo est un film d'horreur espagnol sorti en 1972, réalisé par José María Zabalza.

## Synopsis
De retour d'un voyage au Tibet, le noble Waldemar Daninsky se rend compte qu'il a été infecté par la lycanthropie. Fatigué de commettre des crimes atroces, il tente de se suicider, mais est sauvé par le Dr Ilona Ellma, qui lui impose de continuer à les commettre.

## Fiche technique
- Titre original espagnol : La furia del hombre lobo
- Réalisation : José María Zabalza
- Scénario : Paul Naschy
- Genre : film d'horreur
- Musique : Ángel Arteaga, Ana Satrova
- Production : Maxper Producciones Cinematográficas
- Photographie : Leopoldo Villaseñor
- Pays de production :  Espagne
- Langue originale  : espagnol
- Durée : 90 min
- Date de sortie : 1972

## Distribution
- Paul Naschy : Waldemar Daninsky/Hombre lobo (loup garou)
- Perla Cristal : Dr. Ilona Ellma/Eva Wolfstein
- Verónica Luján : Karin
- Miguel de la Riva : Det. Wilhelm Kaufmann
- José Marco : Merrill
- Francisco Amorós : Helmut Wolfstein
- Ramón Lillo : Frederick
- Pilar Zorrilla : Erika Daninsky
- Mark Stevens : Bill Williams